# Ficus albomaculata
Ficus albomaculata är en mullbärsväxtart som beskrevs av C. C. Berg. Ficus albomaculata ingår i släktet fikonsläktet, och familjen mullbärsväxter. Inga underarter finns listade i Catalogue of Life.